# The Swiftest Traveler
The Swiftest Traveler ist ein Album von Torben Snekkestad, Agustí Fernández und Barry Guy. Die bei Konzerten am 16. und 17. Juni 2018 im Loft, Köln, entstandenen Aufnahmen erschienen am 24. Januar 2020 auf Trost Records.

## Hintergrund
Der norwegische Holzbläser Torben Snekkestad und der spanische Pianist Agusti Fernández sind Kollegen des Bassisten Barry Guy in seiner The Blue Shroud Band und auch in der 2020-Ausgabe des London Jazz Composers Orchestra. Im Trio spielten sie zunächst das Album Louisiana Variations ein, das von Fundacja Słuchaj im April 2018 veröffentlicht wurde. Während sie zwei Monate später in Europa tourten, um Louisiana Variations vorzustellen, entstand an zwei Abenden in Köln das Material für The Swiftest Traveler.

## Titelliste
- Snekkestad, Fernandez, Guy: The Swiftest Traveller (Trost TR 127)

1. Both Directions
2. The Swiftest Traveler
3. Sway
4. InSitu
5. Slip, Slide & Rattle
6. Dwells
7. Interlude

## Rezeption
Phil Freeman zählte das Album in Stereogum zu den besten Neuveröffentlichungen des Monats und schrieb, dies sei zwar ein schlagzeugloses Trio, aber es gebe hier nichts kammermusikalisches oder  Beruhigendes. Torben Snekkestad wechsle je nach Track vom Tenor- zum Sopransaxophon, von Trompete zur Klarinette. Agustí Fernández sei ein kraftvoller, bodenständiger Pianist aus dem dunklen Ende des Free Jazz Spektrums. Er könne genauso heftig rumpeln wie Cecil Taylor oder Matthew Shipp, aber es sei genauso wahrscheinlich, dass er in spannender Wiederholung an einem Ton festhalte. Barry Guy wiederum sei „ein Monster der freien Improvisation mit einem Bass-Sound, als würde man einen Kleiderschrank mit Kabeln auspeitschen.“

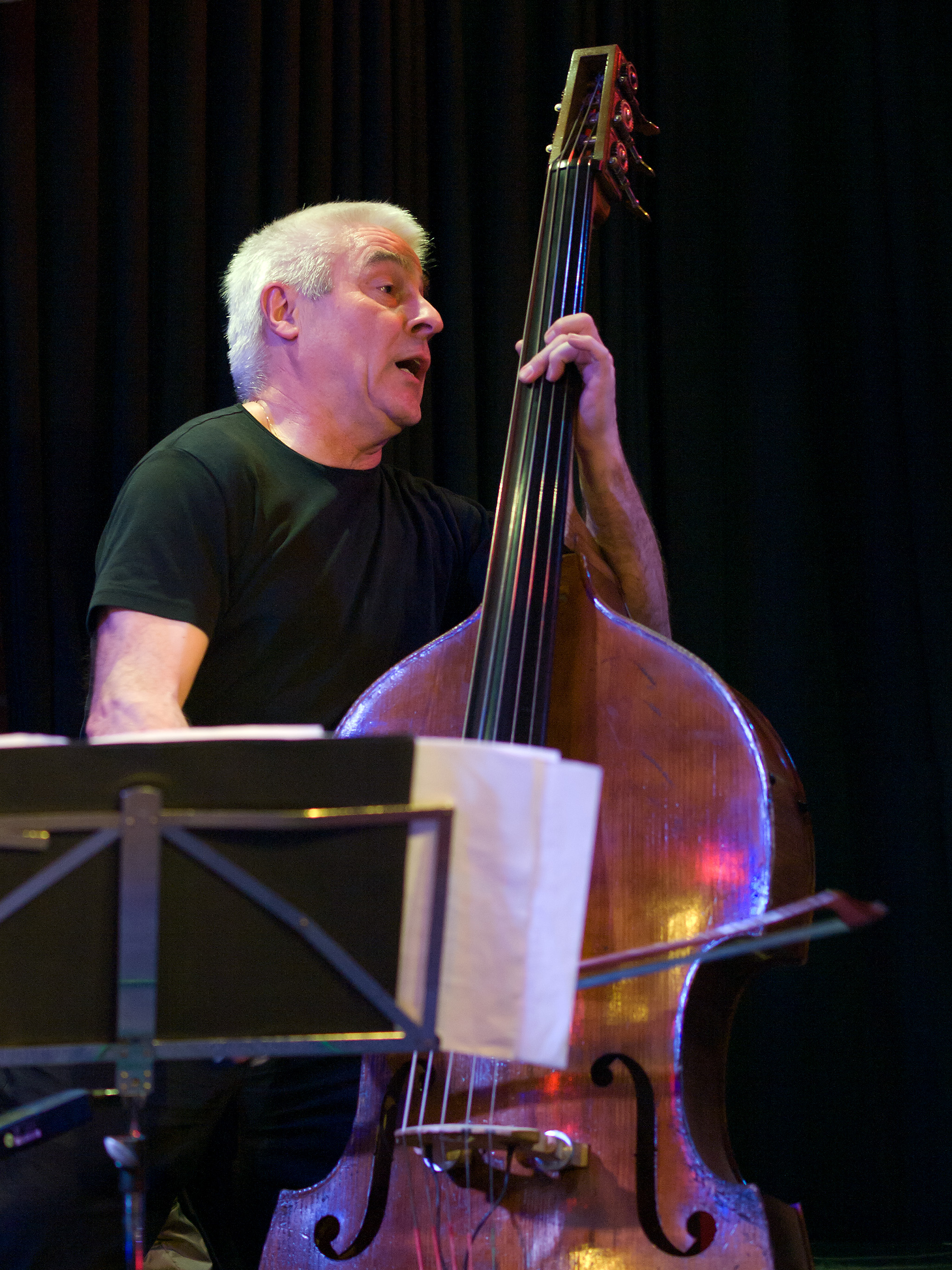
Barry Guy Unterfahrt (2011)

Nach Ansicht von John Sharpe, der das Album in All About Jazz rezensierte, vereint sich auf The Swiftest Traveller ein Trio von explorativen und schlagfertigen Improvisatoren zu einem aufregenden und anregenden Unternehmung. Die drei Vertrauten würden eine alchemistische Umwandlung unterschiedlicher Klänge in Musik schmieden, die eher im Sinne von Juan Miro als von Jackson Pollock abstrakt sei, da ihre Zusammenstellung aus erkennbaren Fragmenten stamme. Alle arbeiteten dabei über die herkömmlichen Grenzen der Fähigkeiten ihres Instruments hinaus, meinte Sharpe; Snekkestad ziehe eine erstaunliche Bandbreite aus seinen Instrumenten, abwechselnd gewunden, explosiv, pfeifend und stotternd. Fernandez sei weitgehend damit zufrieden, auf der Tastatur zu patrouillieren, wiederholte Motive, klingelnde Tremolos und geschlagene Haken hervorzurufen und Vorbereitungen zu treffen, so dass sich die gut temperierten Stimmen in metallisches Klirren auflösen. Guys Technik wäre trotzdem erstaunlich genug, auch ohne die Vielzahl zusätzlicher Geräte, mit denen er sein Vokabularium erweitert. Der schnelle Dialog, an dem jeder teilnimmt, fasst die Gruppenästhetik zusammen, resümiert Sharpe. „Sie fördern den Hauch von Verlassenheit und behalten gleichzeitig die totale Kontrolle“.
Nic Jones schrieb im Jazz Journal, für ihren eigentlichen Jazz-Hack gebe es Zeiten, in denen nichts als die Art von freiem Einfühlungsvermögen ausreiche, die nur von Musikern ausgeht, die sich gegenseitig intensiv zuhören können. Barry Guy halte seit Jahrzehnten den Standard für diese Art von Musik, doch auch die beiden anderen Musiker seien durchaus mit dem Genre vertraut, was sicherstelle, dass nie etwas überspielt werde und die für die Zusammenarbeit notwendigen Vorkehrungen getroffen würden.